# Club Deportivo y Mutual Leandro N. Alem
El Club Deportivo y Mutual Leandro N. Alem es una institución social y deportiva argentina, fundado el 24 de mayo de 1925. Tiene su sede en General Rodríguez, Provincia de Buenos Aires. Su principal actividad es el fútbol, donde el 9 de julio de 2017 obtuvo el ascenso a la Primera C, cuarta división para los equipos directamente afiliados a la AFA.
Su estadio lleva el nombre de Leandro N. Alem y tiene una capacidad de 4.000 Personas.
Su clásico rival es Club Lujan, con el cual, su rivalidad ha crecido con el pasar de las temporadas. Este compromiso, es denominado el superclásico del ascenso por la similitud de los colores en sus camisetas. 
Otro rival característico, es Atlas, donde se enfrentaron varias veces en el ascenso. Es un denominado como Clásico Rodriguense.

## Historia

### Inicios
En el taller de calzado del joven Salvador Seminara, el 10 de mayo de 1925 se reúne un grupo de amigos y aficionados al varonil deporte con el propósito de constituir un club de fútbol. El mencionado taller habitualmente concurrido con los que solían compartir unos mates con el popular "torocho" y conversar de la gira triunfal de Boca Juniors por Europa, Ocupaba un pequeño salón de la avenida España casi esquina Sarmiento, muy próximo al actual número 300.
Según la primera acta, se encuentran presentes: Otelo A. J. Cherubini, Juan B. Orlando, Ramón Farías, Camilo Nogueira, Pablo Ferreti, Ramón Argüello, Mariano Juanco, Juan Bileiro, Alcides Fernández, Juan Herrera, Américo Páez, Leonardo Cora, Julio Maffía, Salvador Seminara, Américo Cora, Caferino Ferreti, José Taretto y José Rinaldi.
El club fue fundado el 24 de mayo de 1925 (100 años), por un grupo de trabajadores de la empresa de productos lácteos La Serenísima (de aquí el apodo de la entidad) con el objetivo de practicar fútbol, aunque hoy cuenta con diversas actividades y deportes. El clásico rival es el Club Lujan, aunque también tiene fuerte rivalidades con: Ferrocarril Midland, Villa Dálmine, Excursionistas, Ituzaingó, Flandria, Deportivo Laferrere, Deportivo Merlo, San Miguel, General Lamadrid.
A fines de noviembre de 1925 se miden por primera vez las divisiones superiores del tradicional Porteño Atlético Club y el equipo de Leandro N. Alem en sus primeros meses de vida. Se enfrentaron en la cancha del Este. El equipo de Porteño resulta ganador por 4 a 1. 
La sede social, en un principio, fueron las casas de comercio de Rómulo Marquiegui y Andrés Ferreiro. En 1932, tuvo su primer salón social en el edificio de la familia Vaga, en avenida España.

### Fusiones
En el año 1934, por fusión con el Club Social ocupó la sede y salón de Carlos Pellegrini, hoy n.º 852. Luego, el 26 de septiembre de 1934, la asamblea conjunta de socios aprobó la fusión del “Club Atlético Leandro N. Alem”, fundado en 1925, y el “Club Social”, fundado en 1928. La institución resultante se denominó “Club Atlético y Social Leandro N. Alem”. La sede continuo siendo el local ocupado por el “Club Social”, en Carlos Pellegrini 455 (hoy 852). Siendo “Club Atlético y Social Leandro N. Alem”, en 1938, obtuvo la primera personería jurídica. 

El 7 de octubre de 1944, con el otorgamiento de la personería jurídica por el Poder Ejecutivo de la Provincia, quedó legalmente formalizada la fusión entre el “Club Atlético y Social Leandro N. Alem” y el “Centro Cultural y Recreativo General Martín Rodríguez”. La institución surgida de esa fusión se denominó “Centro Cultural Social Leandro N. Alem”. Su primer presidente fue Dardo Malvino y el secretario Salvador Rego. 
Dos años más tarde, se aprobó una nueva fusión entre el “Centro Cultural Social Leandro N. Alem” y la Sociedad Cosmopolita de Socorros Mutuos. La institución resultante se denominó “Club Deportivo y Mutual Leandro N. Alem”, que continuo ocupando la sede de Carlos Pellegrini 455 (hoy 852) hasta 1960, en que se trasladó a la sede propia de Avenida España 146. El primer presidente de esta fusión don Juan Bileiro.
Por último, ya fusionado con el Centro Cultural y Recreativo "General Martín Rodríguez" y la Sociedad Cosmopolita, en el año 1960, construyó su propia sede social frente a la avenida España 146, donde actualmente se encuentra hasta el día de la fecha.

### Llegada a la AFA
En 1957 se afilió a la Asociación del Fútbol Argentino, participando de la última categoría del fútbol argentino, y esa misma temporada ascendió a Primera C, ganándole la final a Español en cancha de Huracán. En 1972 desciende nuevamente a primera D, después de perder varias finales logra el ascenso en 1985 ante Deportivo Laferrere en cancha de All Boys acompañado por 8000 hinchas del lechero.
La próxima alegría sería 11 años después, en 1996 ascendió a Primera B por medio del reducido ganándole a Lamadrid la final después de perder la final con Villa Dalmine en cancha de Almirante Brown, el primer año logró clasificar al reducido pero quedó en el camino al perder con San Miguel, en el 2000 desciende a primera C y en 2001 baja a Primera D, ese año consiguió el récord a la menor efectividad (junto a Club Lujan) en torneos cortos al sacar solo un punto en el Torneo Clausura, en Primera C, luego de 7 años en la última categoría logra el ascenso en 2007 al vencer en la final a Berazategui en cancha de Arsenal de Sarandí donde a pesar del día laborable y el horario (martes a las 14:00) fueron 2000 lecheros.

### Copa Argentina
El día 7 de noviembre de 2012, el equipo de General Rodríguez eliminó en la segunda fase al equipo de Lomas de Zamora, el Club Atlético Los Andes, un equipo de la Primera B Metropolitana. Fue por 1 a 0 con gol de Moreira. En el banco de suplentes, debutaba oficialmente como técnico del club Carlos Daniel "El Lobo" Cordone. Alem estuvo a un partido de viajar a Catamarca a enfrentar a All Boys por los 32.os de final. Equipo de Primera División en ese momento. Brown cayó por 4 a 1.
En la temporada 2014/15 de la Copa, al Lechero le pasó algo similar a lo de la temporada 2012. Alem le ganó en su primer partido a Lugano por 1 a 0 con gol de Michel Dell Arciprett. Luego su rival fue el duro Juventud Unida; el partido resultó victorioso para Alem por un contundente 5 a 4. El equipo de Diego Galeano estaba otra vez a un paso de los 32.os de Final y en esta ocasión enfrentaría a Club Atlético Sarmiento (Junín) pero otra vez se quedó en la puerta de la gloria e historia. Alem perdió por 1 a 0 ante Deportivo Merlo, equipo que milita en la "Primera B Metropolitana".
El día 12 de diciembre del 2016 el equipo dirigido por Daniel Cordone volvió a hacer historia al clasificarse a la Copa Argentina del año 2017 ya para las instancias de 32.os de Final, lo cual Alem no había alcanzado nunca. Esto sucedió tras ganarle 3 a 1 a Yupanqui en condición de local y quedar segundos en la tabla al finalizar las 15 fechas de la primera ronda.
El día 5 de abril de 2017 se dio a conocer el rival del club Lechero para competir y seguir haciendo historia. Alem se cruzaría a Vélez Sarsfield equipo de la primera división del fútbol argentino. El histórico encuentro se disputará en la provincia de Formosa el 25 de mayo.
Sin Lugar a dudas el 25 de mayo de 2017 quedará grabado en la memoria de todos los hinchas de Leandro N. Alem que tuvieron la oportunidad de viajar más de 1000km para ver al club de sus amores enfrentarse por primera vez en su historia a un club de la primera división del fútbol argentino, además de esta situación, la institución cumplía 92 años desde su fundación en 1925. 
Más de 700 hinchas se hicieron presentes en el estadio Antonio Romero ubicado en la provincia de Formosa para disfrutar de los 32.os de Final, y a pesar de la derrota, Alem tuvo varias oportunidades de convertir el empate ya que el gol fue antes de los 10 minutos. Los de General Rodríguez fueron superiores ante un sorprendido Vélez que jugó con un equipo alternativo.
El plantel de Leandro N. Alem formó la delegación con Claudio Paz y Germán Cheppi los arqueros, en la defensa Gabriel Vallejos, Leonardo Kulich, Iván Junco, Lautaro Suárez Costa, Maximiliano Ramasco e Iván Blanco. En el medio campo, Enzo Oviedo, Ezequiel Huguetti, Ramiro Luna, Alan Cristeff, Francisco Bravo y Ezequiel Moreyra. Los delanteros fueron Maximiliano Maciel, Patricio Costa Repetto y completó Fernando Giménez. El cuerpo técnico conformó con Carlos Daniel Cordone, Walter Rodríguez ayudante de campo, Javier Díaz preparador de arqueros, Daniel Coqui preparador físico y Juan Carlos Pérgola utilero.  
El momento había llegado, la espera concluía, las emociones se hacían presente y el gran partido entre Vélez y Alem estaba por comenzar con el arbitraje de Juan Pablo Pompei. El entrenador Carlos Daniel “El Lobo” Cordone disponía los 11 iniciales que serían: Claudio Paz, Gabriel Vallejos, Leonardo Kulich, Iván Junco, Lautaro Suárez Costa; Ramiro Luna, Enzo Oviedo, Ezequiel Moreyra y Alan Cristeff, completaban Maximiliano Maciel y Patricio Costa Repetto. 
La diferencia de categorías no fue notoria en ningún momento del partido que comenzó 21:00hs. El conjunto del “Fortinero” comenzaba con todo en el encuentro y quería instalar la presión desde el comienzo, pero Alem con un buen estilo de juego impidió que eso suceda. Una desafortunada acción en el minuto 7, dejaba al equipo de General Rodríguez mal posicionado y llegaba a marcar el único tanto Nicolás Delgadillo para el 1-0 parcial. Cordone desde el banco animaba al equipo en un juego que recién comenzaba. 
Las chances de Leandro N. Alem se hacían presentes y dejaban sorprendidos a todos, un remate de Enzo Oviedo de fuera del área muy cerca del travesaño, luego uno tiro de Leonardo Kulich desde un tiro de esquina  donde el balón se estrella en el poste, Costa Repetto después de un enganche la pelota se va desviada y Ramiro Luna debajo del arco la tira por arriba del travesaño. Alem fue más que Vélez en el primer tiempo donde el equipo de Omar De Felippe solamente tuvo dos situaciones de gol clara. 
En el complemento las situaciones del Lechero seguían apareciendo y la más clara fue de Iván Junco sobre un tiro de esquina donde Assmann la atrapa en el aire. Cordone mandaba a la cancha a Maximiliano Ramasco, Francisco Bravo y Gabriel Serrano utilizando una línea de 3. Los de General Rodríguez no pudieron marcar pero a pesar de eso, dejaron todo dentro del campo con una actuación inolvidable ante un grande del futbol nacional.

### Actualidad
El 2 de diciembre de 2015 se hace oficial el regreso de Carlos Daniel "El Lobo" Cordone al equipo Lechero tras su paso por la entidad de Merlo Norte. Cordone ya había dirigido a Alem y fue en 2 temporadas, del 2012/13 y 2013/14.
El 7 de noviembre de 2012 debutaba oficialmente como DT Carlos Daniel Cordone tras enfrentarse en Copa Argentina a Los Andes de visitante en un partido histórico ganándole 1-0 con gol de Federico Moreira. El 11 de noviembre de 2012 con una tarde nublada Alem empataba 0-0 con Victoriano Arenas y la gente aclamaba por el Lobo, era su primer partido como entrenador en cancha de Alem.  El último partido como DT del equipo de General Rodríguez fue aquel recordado 25 de mayo de 2014 tras perder el reducido ante Juventud Unida por penales tras empatar 5-5 en el global. El Lobo vuelve a Alem ya afrontar el campeonato del 2016 y tratar de volver a la "Primera C". Cordone Como DT de Alem: Ganó 30 - Empató 12 - Perdió 16 - Goles a Favor 65 - Goles en Contra 47, contando las dos temporadas y Copa Argentina.
En la temporada 2016/17 de la primera D se consagró campeón del torneo reducido tras vencer en la final al otro equipo de General Rodríguez , Atlas por 5- 0  en el resultado global , la vuelta se jugó en una cancha de Alem desbordada por más de 5000 personas.

## Colores
En la reunión del 6 de junio de 1925, la Comisión directiva adoptaba los colores Celeste y Blanco para los emblemas del club. La primera camiseta del equipo de fútbol llevaban esos colores, alternados con rayas verticales. Hoy en día podríamos decir que se hubiese parecido a Racing Club. 
Esos colores no duraron mucho en el club de General Rodríguez, ya que al año siguiente, en 1926, la fuerte atracción de Boca Juniors y su viaje a Europa, primer equipo argentino en hacerlo, influiría para que adopten sus colores azul y amarillo en franja horizontal los cuales sigue usando en la actualidad. 
La camiseta suplente del equipo de Leandro Nicéforo Alem, alterna en colores grises, verdes y blancos. En 2017 la marca DAK saca a lucir un diseño único en la institución que por primera vez usaría una camiseta alternativa de color negro, repitiéndose también en 2021 pero por Meglio. En la temporada 2018/19 el arquero de la institución, contó con una camiseta rosa la cual es furor entre algunos hinchas y las ventas aumentaron con el paso de los meses.

## Estadio
La primera cancha de Leandro Nicéforo Alem fue adquirida en 1925 en el lado sur del ferrocarril, estaba ubicada en las calles Intendente Manny e Intendente Guillermón. Hoy en día allí se encuentra ubicado el "Paseo de Compras" ya que tuvo la misma hasta 1931.
En septiembre de 1931 se trasladó a la lomita de Luis Bonzo, en la avenida San Martín esquina Demaestri. Dicho recinto duró casi 10 años.
Finalmente se trasladaría a la manzana de Brown y Avellaneda en 1941, lugar donde actualmente se encuentra el estadio. El mismo tiene capacidad para albergar 4000 personas.

## Uniforme
- Uniforme titular: Camiseta azul con franjas verticales amarillas, pantalón azul, medias amarillas.
- Uniforme alternativo: Camiseta blanca con vivos amarillos, pantalón blanco, medias blancas.

| Titular | Alternativo |  |

### Indumentaria y patrocinador
| Período       | Proveedor   |
| ------------- | ----------- |
| 1980-1992     | Uribarri    |
| 1992-1994     | ED          |
| 1994-1996     | Reusch      |
| 1996-1998     | Taiyo       |
| 1998-2000     | EZ          |
| 2000-2002     | Cat's       |
| 2002-2006     | Don Balón   |
| 2006-2009     | Axel Sports |
| 2009-2016     | Balompié    |
| 2017-2019     | De Aká      |
| 2019-2022     | Meglio      |
| 2023-Presente | Vi Sports   |

| Período       | Patrocinador                                         |
| ------------- | ---------------------------------------------------- |
| 1986-1988     | Fides                                                |
| 1990-1994     | Santa Brigida                                        |
| 1994-1996     | Cenit Compañía de Seguros                            |
| 1996-1998     | Ninguno                                              |
| 1998-2000     | Rulitos                                              |
| 2000-2001     | Queen Crem                                           |
| 2001-2002     | ABC Deportes                                         |
| 2002-2004     | Ninguno                                              |
| 2004-2007     | Medife                                               |
| 2007-2008     | Atomplast                                            |
| 2008-2009     | Atomplast/Cavcom                                     |
| 2009-2010     | Atomplast/OSPACP/Cavcom                              |
| 2010-2016     | Atilra/Lombardi/OSPACP/Druetta Hermanos              |
| 2016-2018     | Atilra/Manaos/PKY Pallets/Pagodiario/DruettaHermanos |
| 2018-2020     | Compañía Hormiguera Argentina                        |
| 2020-Presente | Atilra                                               |

## Datos del club
- Temporadas en Primera División: 0
- Temporadas en Primera B Nacional: 0
- Temporadas en Primera B: 4 (1996/97-1999/00)[8]
- Temporadas en Primera C: 40 (1958-1972, 1986-1995/96, 2000/01, 2007/08-2011/12 y 2017/18-Presente)[8]
- Temporadas en Primera D: 26 (1957, 1973-1985, 2001/02-2006/07 y 2012/13-2016/17)[8]
- Temporadas Desafiliado: 0

### Total
- Temporadas en Primera División: 0
- Temporadas en Segunda División: 0 (Primera B hasta 1986)
- Temporadas en Tercera División: 20 (1958-1972, 1986, 1996/97-1999/00) (Primera C hasta 1986)[8]
- Temporadas en Cuarta División: 38 (1957,1973-1985,1986/87-1995/96, 2000/01, 2007/08-2011/12, 2017/18-Presente) (Primera D hasta 1986)[8]
- Temporadas en Quinta División: 12 (2001/02-2006/07, 2012/13-2016/17)[8]

### Máximas goleadas

#### A favor
- En Primera C: 9 - 0 vs Club Atlético Defensores Unidos (1971)
- En Primera C: 5 - 0 vs Liniers (2012) vs Central Córdoba de Rosario (2018) vs Deportivo Merlo (2019)
- En Primera D: 10 - 0 vs General Belgrano (1975)
- En Primera D: 5 - 0 vs Argentino de Rosario (2013)

#### En contra
- En Primera B: 0-4 vs Club Argentino de Rosario (1999)
- En Primera C: 0-8 vs San Telmo (1961)
- En Primera C: 0-5 vs Dock Sud (2018) y Club Argentino de Rosario (2024)
- En Primera D: 1-10 vs Ferrocarril Midland (1977)

## Palmarés

### Torneos nacionales
- Primera C (1): Clausura 1996
- Primera D (2): 1957, Campeonato 2006/07

### Otros logros
- Ascenso a Primera B por Torneo Reducido (1): 1996
- Ascenso a Primera C por Torneo Reducido (2): 1985, 2016/17

## Actividades

### Baloncesto
Gracias a la dedicación que el club le dio, el básquet se transformó en el segundo deporte con mayor importancia para la institución. En la temporada 2009 de la Federación Regional de Básquet de Capital Federal consigue un importante ascenso, después de venirse negando por 3 años siendo protagonista en los últimos torneos, se consagró campeón de la Primera "B" y consiguió su primer ascenso en la historia a la máxima categoría del básquet de Capital Federal.
El piso flotante trajo al club, muchas oportunidades en lo deportivo, ya que en la actualidad, Alem cuenta con plantel superior, toda la tira de juveniles e infantiles completa y categoría seniors +35 y +45 quienes disputan sus respectivas competencias año tras año.